# Національна бібліотека Білорусі

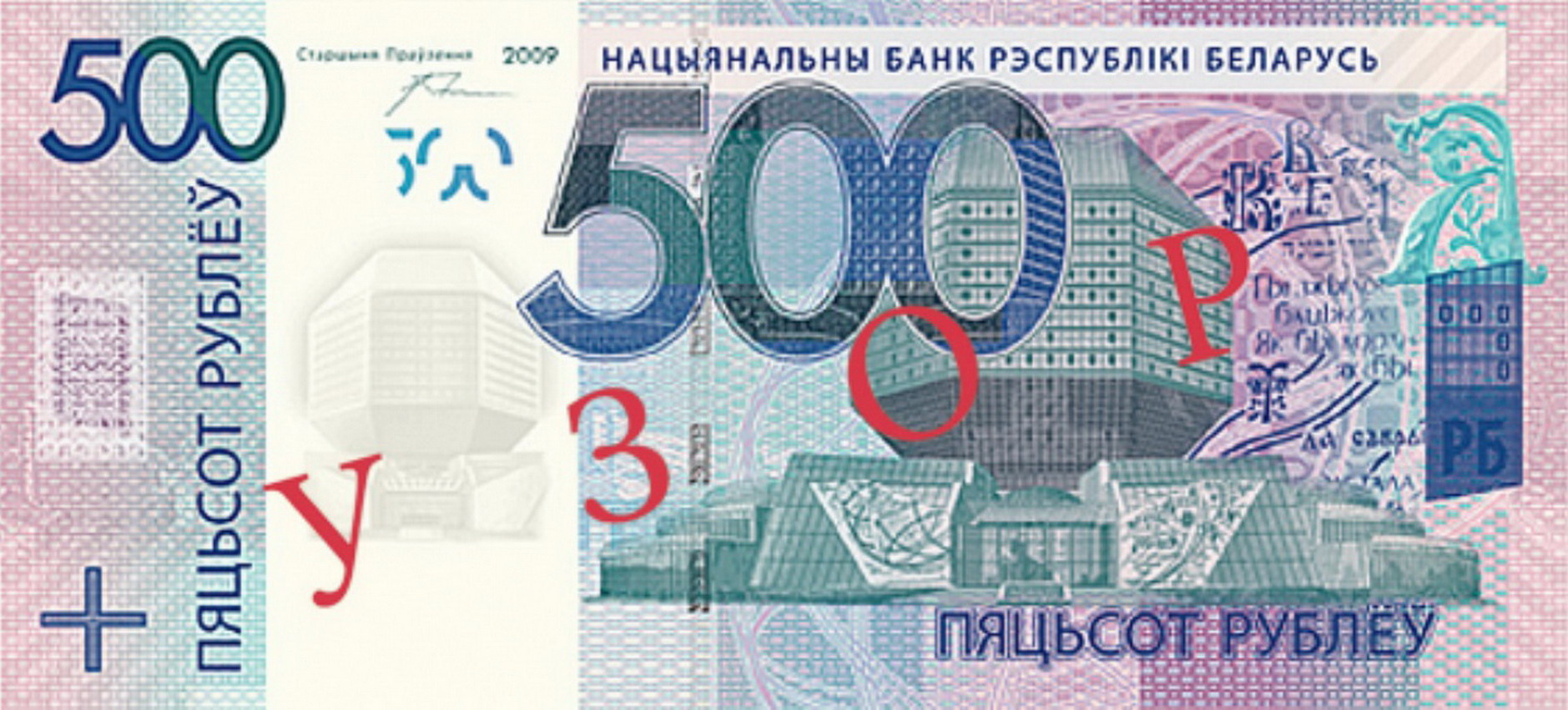
Національна бібліотека на банкноті 500 рублів.

Національна бібліотека Білорусі (біл. Нацыянальная бібліятэка Беларусі) — найбільша наукова бібліотека країни, провідний бібліотечно-інформаційний, соціокультурний та соціополітичний центр Білорусі. Заснована 15 вересня 1922 р. як білоруська державна та університетська бібліотека. Розташована у Мінську.

## Нова будівля
Згідно з указом Президента республіки Білорусь Олександра Лукашенка 1 листопада 2002 р. розпочалося будівництво нового приміщення для Бібліотеки. Нова будівля була здана в експлуатацію 16 червня 2006 р.. Вона являє собою ромбокубооктаедр («діамант») висотою 73,7 м. (20 поверхів) та вагою 115 000 тонн (без урахування ваги книжок). Площа забудови становить 19,5 тис. м², загальна площа будівлі — 113,7 тис. м², в тому числі книгосховища — 54,9 тис. м². Автори архітектурного проекту — М. К. Виноградов та В. В. Крамаренко
Будівля бібліотеки є однією з найбільших у світі. Форма будівлі символізує цінність знань та нескінченність пізнавального світу.
Крім книгосховищ, читальних залів та службових приміщень, до складу комплексу входить соціокультурний центр. Він включає багатофункціональний конференц-зал, центр ділових зустрічей та переговорів, музично-художній салон, музейний комплекс, комплекс художніх галерей, фізкультурно-оздоровчий центр, оглядовий майданчик, пункти харчування, дитячу ігрову кімнату тощо.
В процесі будівництва керівництвом країни було прийнято рішення про створення на базі бібліотеки центру міжнародних зустрічей та переговорів на рівні глав держав і урядів. Створений центр міжнародних зустрічей обладнаний системами спецзв'язку та багатофункціональним сучасним обладнанням, він має у своєму складі офіс Президента Білорусі, овальний та круглий зали міжнародних самітів, конференц-зал та міжнародний прес-центр.
Конкурс на постачання систем збереження даних та серверів обробки інформації виграла компанія «Hewlett Packard». За словами представників компанії, рішень такого рівня наразі у СНД немає.